# Krebsbach (Rodach)
Der Krebsbach ist ein knapp 4 km langer, rechter und nördlicher Zufluss der Rodach.

## Geographie

### Verlauf
Der Krebsbach ist ein Bach an der Haßlacherbergkette im Norden Bayerns, der bei Kronach im Schmölzer Wald am Oberen roten Bühl entspringt. 
Am Weiler Rödern fließt ihm der Kieferiggraben zu. Nachdem er auch das Wasser des Zigeunergrabens aufgenommen hat, passiert er die Gypsmühle und anschließend Theisenort. Bevor er schließlich in die Rodach mündet, wird er in Johannisthal vom Zapfenbach gestärkt.

### Flusssystem Rodach
- Liste der Fließgewässer im Flusssystem Rodach